# التراجيديا الآشورية
التراجيديا الآشورية هو كتاب يوثق الكفاح الوطني للأمة الآشورية قبل وأثناء وبعد الحرب العالمية الأولى. نُشر الكتاب في الأصل دون الكشف عن هوية مؤلفه، وقد نُسب بعد وفاته إلى مار إيشاي شمعون الثالث والعشرون، وهو خريج جامعة كامبريدج وبطريرك الكنيسة الأشورية في الشرق.
كانت معظم المواد الواردة في الكتاب هي رسائل المؤلف الشخصية إلى مختلف رؤساء الحكومات والمنظمات، بما في ذلك ردودهم على الرسائل. أعيد طباعة الكتاب في يناير عام 1988 من قبل السيد سارجيس مايكل، بعد أكثر من عقد من اغتيال مار إيشاي.

## وصلات خارجية
Mar Shimun Foundation official book publisher